# Córrego Novo

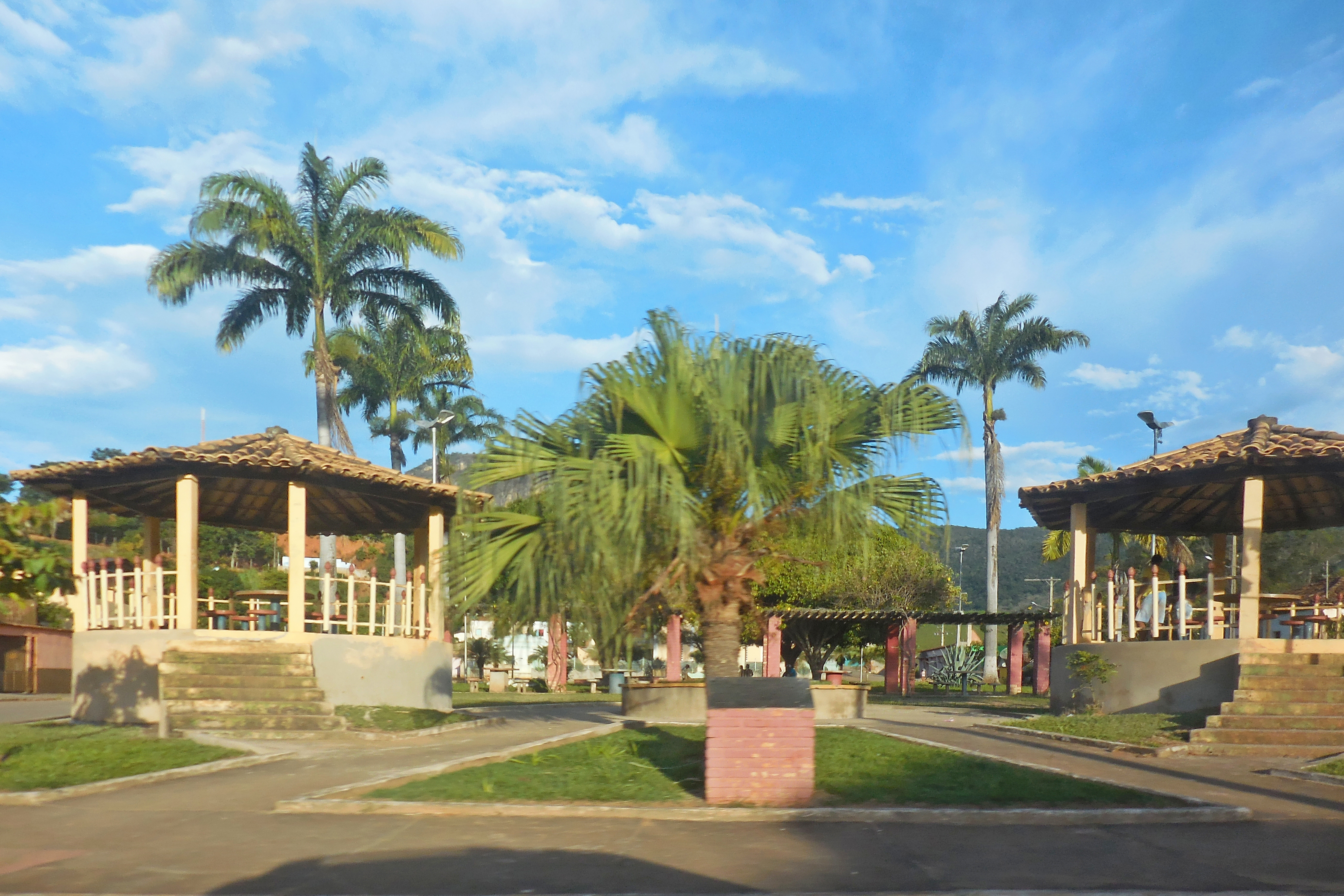
Le quartier de Santa Iphigenia dans la ville de Córrego Novo

Córrego Novo est une municipalité brésilienne de l'État du Minas Gerais et la microrégion de Caratinga.